# Санта-Круш (Алмодовар)
Санта-Круш (порт. Santa Cruz; МФА: [ˈsɐ̃.tɐ ˈkɾuʃ]) — парафія в Португалії, у муніципалітеті Алмодовар. Розташована в південній частині країни, на теренах історичної португальської провінції Алентежу. Входить до складу округу Бежа. За адміністративним поділом, чинним до 1976 року, терени парафії були складовою провінції Нижнє Алентежу. Належить до Безької діоцезії Католицької церкви. Патрон — Діва Марія. Площа — 123,3805 км². Населення — 651 ос. (2011). Слабо урбанізований регіон. Густота населення — 5,28 осіб/км²
. Код — 020205.

## Населення
| Кількість мешканців | Кількість мешканців | Кількість мешканців | Кількість мешканців | Кількість мешканців | Кількість мешканців | Кількість мешканців | Кількість мешканців | Кількість мешканців | Кількість мешканців | Кількість мешканців | Кількість мешканців | Кількість мешканців | Кількість мешканців | Кількість мешканців |
| ------------------- | ------------------- | ------------------- | ------------------- | ------------------- | ------------------- | ------------------- | ------------------- | ------------------- | ------------------- | ------------------- | ------------------- | ------------------- | ------------------- | ------------------- |
| 1864                | 1878                | 1890                | 1900                | 1911                | 1920                | 1930                | 1940                | 1950                | 1960                | 1970                | 1981                | 1991                | 2001                | 2011                |
| 1 427               | 1 652               | 1 811               | 1 789               | 1 879               | 1 848               | 2 420               | 2 267               | 2 275               | 2 174               | 1 635               | 1 367               | 1 139               | 898                 | 651                 |